# Lafiagi
Lafiagi és una població de Nigèria, capçalera del Edu Local Government Council, amb una població estimada el 2008 de 30.976 habitants. El Edu Local Government Council té una superfície de 2.542 km² i una població de 201.469 habitants (cens de 2006).
És un mercat per a l'arròs, el nyam, la melca, el mill, el blat de moro, la canya de sucre, nous de cola, cacauets, productes de palma, el peix, el bestiar i el cotó. La ciutat és també un punt de recollida de peix sec i per a l'arròs cultivat a les fadamas ("planes inundades") del Níger. El cotó i el tabac són els cultius comercials locals, i el teixit de cotó és tradicionalment important. Lafiagi té una clínica de maternitat del govern i un dispensari.